# Нуэво-Пайсанду
Нуэво-Пайсанду (исп. Nuevo Paysandú) — город в западной части Уругвая, в департаменте Пайсанду.

## География
Представляет собой северный пригород города Пайсанду. Расположен на берегу реки Уругвай.

## Население
По данным на 2011 год население Нуэво-Пайсанду составляет 8578 человек.
| Год  | Население |
| ---- | --------- |
| 1963 | 2314      |
| 1975 | 3096      |
| 1985 | 4073      |
| 1996 | 6183      |
| 2004 | 7468      |
| 2011 | 8578      |

Источник: Instituto Nacional de Estadística de Uruguay